# Adolf Rafał Bniński

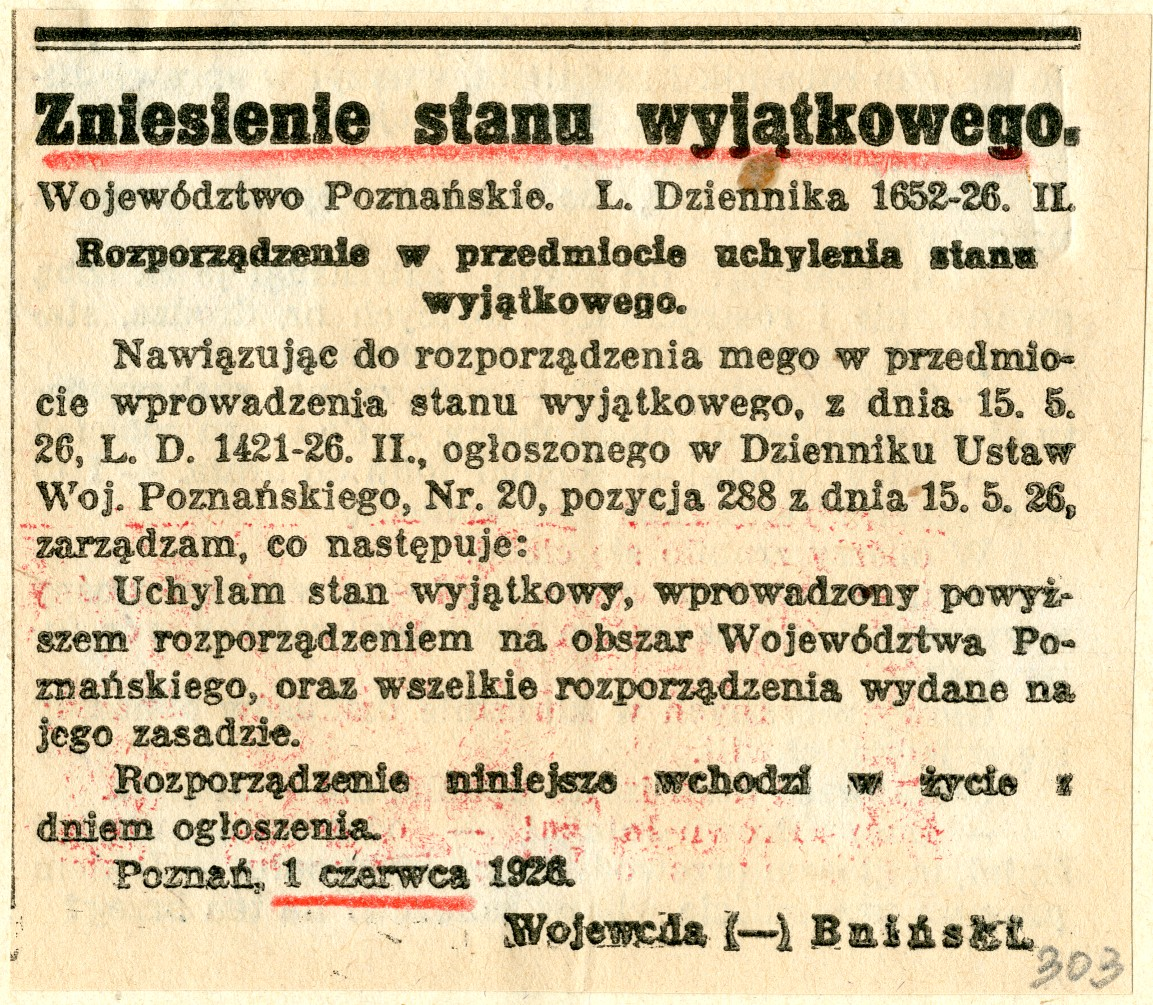
Informacja o zniesieniu stanu wyjątkowego w Poznaniu w 1926 roku, podpisana przez Adolfa Bnińskiego

Adolf Rafał Jan Bniński, ps. „Białoń” (ur. 21 sierpnia 1884 w Kosowie, zm. 8 lipca 1942 w pobliżu Stęszewa) – hrabia, ziemianin, organizator kółek rolniczych w Wielkopolsce, działacz monarchistyczny i konserwatywny; wojewoda poznański w latach 1923–1928, współzałożyciel Stronnictwa Zachowawczego, senator IV kadencji w II RP, Główny Delegat Rządu RP na ziemie wcielone do III Rzeszy w latach 1940–1941, kawaler maltański (w zakonie od 14 marca 1940), kawaler Honoru i Dewocji.

## Życiorys

### Okres zaborów
Był synem hr. Karola Bnińskiego, właściciela Buszewa k. Szamotuł, i Emilii z Potworowskich. Uczęszczał do gimnazjum w Inowrocławiu, w którym w 1905 zdał maturę. Następnie studiował rolnictwo na Uniwersytecie Jagiellońskim. Studiował także na niemieckich uczelniach w Monachium i Halle. W 1909 został administratorem majątków Gułtowy, Biskupice, Nowojewo i Wysławice oraz działaczem kółek rolniczych, którym był do 1914. W tym samym roku przejął administrowane majątki na własność, a także poślubił Marię z domu Skórzewską oraz został ojcem dwóch córek o imionach Maria Emilia (jedna z nich zmarła w dzieciństwie). W listopadzie 1918 mianowano go komisarzem Łodzi i okolicznych powiatów – brzezińskiego, łaskiego i łódzkiego. Funkcję tę pełnił do 8 grudnia 1918.

### II RP
Od 17 stycznia 1919 do 2 września 1920 sprawował funkcję starosty powiatu średzkiego, a od 2 stycznia 1923 do 8 lipca 1928 – wojewody poznańskiego. W okresie 1920–1922 był prezesem Wielkopolskiej Izby Rolniczej. W 1926 brał udział w wyborach prezydenckich przeciwko Ignacemu Mościckiemu. Od 1929 był prezesem Towarzystwa Czytelni Ludowych, a od 1934 Naczelnego Instytutu Akcji Katolickiej z siedzibą w Poznaniu. Działał także m.in. w Towarzystwie Łączności z Polakami na Obczyźnie. Ideologicznie reprezentował poglądy konserwatywno-monarchistyczne. Prezydent Rzeczypospolitej powołał go na senatora IV kadencji (1935–1938).

### Okupacja niemiecka
Na początku okupacji niemieckiej został wywłaszczony ze swojego majątku, w związku z czym przeniósł się do Poznania, gdzie włączył się do działalności konspiracyjnej. W lipcu 1940 podczas inauguracyjnego posiedzenia Porozumienia Stronnictw Politycznych został wybrany Głównym Delegatem Rządu RP na ziemie wcielone. 3 grudnia otrzymał oficjalną nominację od premiera gen. Władysława Sikorskiego. Opowiadał się za koncepcją utworzenia autonomicznej konspiracji polskiej na terenach włączonych do Rzeszy. Współtworzył Okręgową Delegaturę Rządu RP na obszar Pomorza.

### Tortury i śmierć
26 lipca 1941 został aresztowany przez Niemców z powodu odmowy podpisania manifestu do narodu polskiego w sprawie antyradzieckiej akcji u boku Niemiec. Został uwięziony w Forcie VII w Poznaniu, w trakcie śledztwa był torturowany. 18 stycznia 1942 władze Polskiego Państwa Podziemnego 
wystosowały nieudany apel do rządu brytyjskiego, by ten poprosił państwa neutralne o interwencję w Berlinie na rzecz Adolfa Bnińskiego. Nocą z 7 na 8 lipca 1942 wywieziono go z poznańskiej Cytadeli i zamordowano w okolicach Stęszewa. 10 października Ministerstwo Spraw Zagranicznych III Rzeszy zatwierdziło skazanie go na śmierć w Berlinie.

## Ordery i odznaczenia
- Order Orła Białego (pośmiertnie, 29 listopada 1995)[9][10]
- Krzyż Komandorski Orderu Odrodzenia Polski (2 maja 1923)[9][11][12]
- Krzyż Armii Krajowej (pośmiertnie)[13]
- Złota Odznaka Honorowa L.O.P.P. I stopnia[14]
- Odznaka Honorowa Polskiego Czerwonego Krzyża I stopnia[15]
- Krzyż Wielki Orderu Świętego Grzegorza Wielkiego (Stolica Apostolska)[9]
- Krzyż Komandorski z Gwiazdą Orderu Piusa IX (Stolica Apostolska)[9]
- Oficer Orderu Legii Honorowej (Francja)[9]
- Kawaler Orderu Zasługi Rolniczej (Francja)[9]